# Saint-Clair-sur-Galaure
Saint-Clair-sur-Galaure – miejscowość i gmina we Francji, w regionie Owernia-Rodan-Alpy, w departamencie Isère.
Według danych na rok 1990 gminę zamieszkiwało 249 osób, a gęstość zaludnienia wynosiła 16 osób/km² (wśród 2880 gmin regionu Rodan-Alpy Saint-Clair-sur-Galaure plasuje się na 1379. miejscu pod względem liczby ludności, natomiast pod względem powierzchni na miejscu 739.).